# 6 Samodzielny Batalion (Finlandia)
6 Samodzielny Batalion (fiń. Erillinen Pataljoona 6) – ochotniczy oddział wojskowy fińskiej armii złożony z Ingrian i Karelów podczas wojny kontynuacyjnej 1941–1944.
Batalion został sformowany 18 grudnia 1943 r. na bazie żołnierzy byłego 664 Ostbatalionu Wehrmachtu, którzy na pocz. grudnia 1943 r. przybyli do Finlandii. Byli oni b. jeńcami wojennymi z Armii Czerwonej, pochodzącymi z sowieckiej części Ingrii i Karelii. Batalion składał się jedynie z dwóch kompanii strzelców, pododdziału sztabowego, saperów, łączności, lekkich moździerzy i karabinów maszynowych. Na jego czele stał ppłk Kaarlo Breitholtz. Początkowo oddział występował pod nazwą Oddzielnego Batalionu „B”. 1 lutego 1944 r. nastąpiło przemianowanie na 6 Oddzielny Batalion. W marcu przeniesiono go z 10 Dywizji Piechoty do 2 Dywizji Piechoty. Wykonywał zadania fortyfikacyjne i patrolowe poza linią frontu. Pod koniec marca zasiliło go 60 Ingrian, którzy znaleźli się w niewoli niemieckiej, a następnie służyli w armii niemieckiej. Z kolei pewna liczba żołnierzy batalionu została odkomenderowana do fińskiego wywiadu wojskowego jako tłumacze, przesłuchujący i tajni wywiadowcy. 22 maja batalion trafił na front w rejonie miejscowości Ohtas na Przesmyku Karelskim. Toczył ciężkie walki obronne. Pod koniec czerwca w wyniku sowieckiej akcji propagandowej doszło do dezercji. W związku z tym wycofano go na tyły. W tym czasie nowym dowódcą został mjr Hans Katas. W sierpniu batalion pełnił zadania ochronne pozycji artyleryjskich. 1 października został rozwiązany. Ogółem batalion poniósł niewielkie straty wynoszące 26 zabitych i 13 zaginionych. Po ogłoszeniu rozejmu przez Finlandię we wrześniu 1944 r., Sowieci zażądali wydania im żołnierzy batalionu. W listopadzie Finowie przekazali ponad 530 żołnierzy, ale części umożliwili wcześniej ucieczkę. Ci, którzy trafili do ZSRR, zostali rozstrzelani lub osadzeni w łagrach.